# Agrotis albovenosa
Agrotis albovenosa là một loài bướm đêm trong họ Noctuidae.